# Damasippus unilineatus
Damasippus unilineatus är en insektsart som beskrevs av Ludwig Redtenbacher 1906. Damasippus unilineatus ingår i släktet Damasippus och familjen Prisopodidae. Inga underarter finns listade i Catalogue of Life.